# 舍夫琴科韦 (布恰区)
50°24′6″N 30°15′3″E / 50.40167°N 30.25083°E
舍夫琴科韋（烏克蘭語：Шевченкове）是位於烏克蘭北部的村莊，由基辅州布恰区的比洛霍羅德卡市鎮負責管轄。該村始建於1920年，面積11平方公里，海拔高度126米，2001年人口895，人口密度每平方公里81.4人。